# 加斯里縣 (愛阿華州)
加斯里縣（英語：Guthrie County）位美國愛阿華州西部的一個縣。面積1,536平方公里。根据美國2000年人口普查，共有人口11,353人。縣治加斯里申特（Guthrie Center）。
成立於1851年1月15日。縣名紀念在美墨戰爭中陣亡的埃德溫·加斯里。